# Sense una pista
Sense una pista (anglès: Without a Clue) és una pel·lícula de comèdia britànica de 1988 dirigida per Thom Eberhardt i protagonitzada per Michael Caine i Ben Kingsley. Es basa en els personatges de Sir Arthur Conan Doyle de les històries de Sherlock Holmes però, en aquesta versió, els papers s'inverteixen: el doctor John Watson és el detectiu brillant, mentre que "Sherlock Holmes" és un actor contractat per fer-se passar per detectiu. perquè Watson pugui protegir la seva reputació com a metge.

## Argument
Sherlock Holmes és una creació de ficció, el personatge central d'una sèrie de contes escrits pel doctor John Watson i publicats a in The Strand Magazine. Watson concep Holmes com una manera per a ell de resoldre crims d'incògnit, ja que considera la feina de detectiu com un simple hobby i no vol l'atenció que aportaria a la seva carrera mèdica. No obstant això, quan el públic lector demana veure realment "Holmes", Watson contracta un actor teatral, Reginald Kincaid, per interpretar el paper. Kincaid aprèn lentament a memoritzar les instruccions detallades i exigents del metge a cada pas del camí i aconsegueix convèncer el públic que ell és realment "Holmes".
Després d'un cas important, Kincaid traspassa els seus límits amb Watson, que l'acomiada. En adonar-se que hauria d'haver estat honest des del principi, Watson decideix esborrar Holmes de les seves històries i substituir-lo per un nou personatge, "The Crime Doctor", basat en ell mateix. Malauradament, la idea d'un metge en lloc d'un detectiu que resol crims és rebutjada pel públic, i quan Watson intenta investigar un delicte d'incendi en un magatzem de paper, ràpidament descobreix que ningú està disposat a compartir informació o a cooperar amb les seves consultes.
Poc després, el govern britànic es posa en contacte amb Watson, demanant-li que "Holmes" resolgui un gran robatori. Una casa de moneda del govern va informar recentment de la desaparició de plaques d'impressió per bitllets de 5 lliures, amb el supervisor d'impressió, Peter Giles, que havia desaparegut la nit del robatori. La falsificació d'aquests bitllets provocaria l'inevitable col·lapse de l'economia si se'ls deixava circular. Per tant, Watson es veu obligat a caçar un Kincaid borratxo i netejar-lo abans d'acceptar el cas.
L'inspector Lestrade de Scotland Yard està gelós de "Holmes" i es nega a deixar que ell o Watson participin en la investigació oficial. Per tant, en comptes de confiar en la policia regular, Watson es dirigeix a l'eriçó del carrer de dotze anys, Wiggins, el líder d'una banda de carrer que ell anomena els "Irregulars de Baker Street", pagant-los per vigilar la gent i trobar. proves. Una línia d'investigació porta a Watson a la filla de l'impressor, Leslie, a qui ell i el donat "Holmes" conviden a tornar a les seves habitacions per recuperar-se del xoc de les proves falses de la mort del seu pare.
Watson i "Holmes" descobreixen que el criminal professor James Moriarty està darrere del robatori i el troben als molls mentre rep un enviament de tinta d'impressió. Aparentment, Watson és assassinat i "Holmes" es deixa confiar en si mateix, utilitzant tot el que ha après per resoldre el cas. El rastre el porta a un teatre abandonat on s'estan imprimint les falsificacions. Allà, descobreix que Watson encara és viu després de tot i els dos s'uneixen per derrotar definitivament a Moriarty i recuperar les plaques que falten. En el procés, Leslie resulta ser una impostora a sou de Moriarty.
Quan tornen al 221B de Baker Street, "Holmes" anuncia a un comitè de recepció de periodistes que té la intenció de retirar-se i dona tot el crèdit a les qualitats del seu "soci" Watson. Per la seva banda, Watson assegura al públic que, lluny que aquest sigui el final, l'equip de Sherlock Holmes i el doctor John Watson continuaran a partir d'ara la seva tasca detectivesca com a amics.

## Repartiment
- Michael Caine com Sherlock Holmes/Reginald Kincaid
- Ben Kingsley com Dr. John Watson
- Jeffrey Jones com Inspector George Lestrade
- Lysette Anthony com la falsa Leslie Giles
- Paul Freeman com Professor James Moriarty
- Pat Keen com Mrs. Hudson
- Matthew Savage com Wiggins
- Nigel Davenport com Lord Smithwick
- Tim Killick com Sebastian Moran
- Peter Cook com Norman Greenhough
- John Warner com Peter Giles
- Matthew Sim com l'autèntica Lesley Giles
- Gregor Fisher com Bobby at Warehouse
- Fredrick Fox com Priest
- Harold Innocent com Lord Mayor Gerald Fitzwalter Johnson
- George Sweeney com John Clay
- Murray Ewan com Archie
- Jennifer Guy com Lord Mayor's daughter

## Producció

### Guió
Escrita per Gary Murphy i Larry Strawther, dos Sherlockians devots, la pel·lícula originalment tenia els títols de treball  The Imposter of Baker Street i Sherlock and Me. El guió estava ple de nombroses referències a Doyle, algunes de les quals es van eliminar de la pel·lícula final per fer-la més accessible. Una referència del món real que va sobreviure va ser el personatge de Norman Greenhough, basat en Herbert Greenhough Smith, editor de The Strand Magazine, la fe del qual en els personatges de Holmes/Watson va portar fama i fortuna tant a l'escriptor com a la revista.

### Recepció
En el moment de la seva estrena, la pel·lícula va rebre crítiques pobres. A Rotten Tomatoesla pel·lícula té un índex d'aprovació del 62% basat en 13 ressenyes, amb una valoració mitjana de 5,56/10. El públic enquestat per CinemaScore va donar a la pel·lícula una nota B+ en una escala d'A a F.
Roger Ebert va donar a la pel·lícula només dues estrelles de cada quatre amb l'argument que la "divertida premissa" que Holmes és de fet un actor de tercera categoria contractat per Watson per interpretar el paper no és suficient per portar la pel·lícula. Això es va fer ressò pel judici de The Monthly Film Bulletin que " Si aquesta premissa fos viable, requeriria el càsting d'un actor que realment podria passar per l'autèntic Holmes. Tal com és, simplement ens donen un bufó." Dave Kehr, escrivint per al Chicago Tribune, va estar d'acord que "una pel·lícula de Sherlock Holmes pot ser moltes coses, però estúpida no és una d'elles. Tot i així, no hi ha cap altra manera de considerar Sense una pista ., una comèdia de misteri tan desgavellada que deixa una de les seves poques sorpreses a la llista de crèdits."
Vincent Canby, escrivint per a The New York Times, va afirmar que Sense una pista va ser "un enviament terriblement insensat de les històries de Sherlock Holmes i el Dr. Watson". Variety va reconèixer que la pel·lícula "genera unes quantes rialles i somriures, però d'una naturalesa marcadament suau i la majoria provocades per les travessias astutament jutjades de les dues estrelles." Harvey O'Brien va pensar que la pel·lícula semblava "més una producció televisiva", encara que l'elecció dels actors dels personatges principals aborda de manera convincent "l'artificialitat del mite de Holmes" i "presenta una redempció única de la figura de Watson".
La pel·lícula va guanyar el Premi Especial del Jurat l'any 1989 al Festival du Film Policier de Cognac.